# Lentinellus tridentinus
Lentinellus tridentinus är en svampart som först beskrevs av Sacc. & P. Syd., och fick sitt nu gällande namn av Rolf Singer 1943. Lentinellus tridentinus ingår i släktet Lentinellus och familjen Auriscalpiaceae.   Inga underarter finns listade i Catalogue of Life.